# Cyptodon fasciculatus
Cyptodon fasciculatus là một loài Rêu trong họ Cryphaeaceae. Loài này được (Duby) M. Fleisch. miêu tả khoa học đầu tiên năm 1914.